# Ouzbékistan aux Jeux olympiques d'été de 2020
L'Ouzbékistan participe aux Jeux olympiques de 2020 à Tokyo au Japon. Il s'agit de sa 7e participation à des Jeux d'été.

## Médaillés
| Sport         | Discipline             | Athlète(s)       | Performance                  | Date       |
| ------------- | ---------------------- | ---------------- | ---------------------------- | ---------- |
| Taekwondo     | Moins de 68 kg hommes  | Ulugbek Rashitov | Bradly Sinden Victoire 34-29 | 25 juillet |
| Haltérophilie | Moins de 109 kg hommes | Akbar Djuraev    | 430 kg OR                    | 3 août     |
| Boxe          | Super-lourds hommes    | Bakhodir Jalolov | Richard Torrez Victoire 5-0  | 8 août     |

| Sport | Discipline            | Athlète(s)           | Performance                    | Date       |
| ----- | --------------------- | -------------------- | ------------------------------ | ---------- |
| Judo  | Moins de 90 kg hommes | Davlat Bobonov       | Mihael Žgank Victoire 10-00    | 28 juillet |
| Lutte | Libre hommes 74 kg    | Bekzod Abdurakhmonov | Daniyar Kaisanov Victoire 13-2 | 6 août     |

| Sport         |   |   |   | Total |
| ------------- | - | - | - | ----- |
| Boxe          | 1 | 0 | 0 | 1     |
| Haltérophilie | 1 | 0 | 0 | 1     |
| Taekwondo     | 1 | 0 | 0 | 1     |
| Judo          | 0 | 0 | 1 | 1     |
| Lutte         | 0 | 0 | 1 | 1     |
| Total         | 3 | 0 | 2 | 5     |

| Jour       |   |   |   | Total |
| ---------- | - | - | - | ----- |
| 25 juillet | 1 | 0 | 0 | 1     |
| 28 juillet | 0 | 0 | 1 | 1     |
| 3 août     | 1 | 0 | 0 | 1     |
| 6 août     | 0 | 0 | 1 | 1     |
| 8 août     | 1 | 0 | 0 | 1     |
| Total      | 3 | 0 | 2 | 5     |

| Sexe   |   |   |   | Total |
| ------ | - | - | - | ----- |
| Hommes | 3 | 0 | 2 | 5     |
| Total  | 3 | 0 | 2 | 5     |

## Athlètes engagés
| Sport              | Hommes | Femmes | Total |
| ------------------ | ------ | ------ | ----- |
| Athlétisme         | 2      | 5      | 7     |
| Aviron             | 2      | 0      | 2     |
| Boxe               | 8      | 3      | 11    |
| Canoë-kayak        | 0      | 2      | 2     |
| Cyclisme           | 1      | 1      | 2     |
| Escrime            | 1      | 2      | 3     |
| Gymnastique        | 1      | 7      | 8     |
| Haltérophilie      | 2      | 2      | 4     |
| Judo               | 7      | 3      | 10    |
| Lutte              | 8      | 0      | 8     |
| Natation           | 1      | 1      | 2     |
| Pentathlon moderne | 1      | 1      | 2     |
| Taekwondo          | 2      | 2      | 4     |
| Tennis             | 1      | 0      | 1     |
| Tir                | 0      | 1      | 1     |
| Total              | 37     | 30     | 67    |

## Résultats

### Athlétisme
| Athlète             | Épreuve                    | Qualification | Qualification | Finale      | Finale   |
| Athlète             | Épreuve                    | Performance   | Rang          | Performance | Rang     |
| ------------------- | -------------------------- | ------------- | ------------- | ----------- | -------- |
| Ruslan Kurbanov     | Triple saut masculin       | NM            | -             | Éliminé     | Éliminé  |
| Suhrob Khodjaev     | Lancer du marteau masculin | 71,26 m       | 29e           | Éliminé     | Éliminé  |
| Svetlana Radzivil   | Saut en hauteur féminin    | 1,90 m        | 20e           | Éliminée    | Éliminée |
| Safina Sadullayeva  | Saut en hauteur féminin    | 1,95 m        | 4e            | 1,96 m      | 6e       |
| Darya Reznichenko   | Saut en longueur féminin   | 6,19 m        | 26e           | Éliminée    | Éliminée |
| Roksana Khudoyarova | Triple saut féminin        | 13,02 m       | 29e           | Éliminée    | Éliminée |

| Athlète             | Épreuve  | 100 H   | SH     | LP      | 200 m   | SL     | LJ      | 800 m        | Total | Rang |
| ------------------- | -------- | ------- | ------ | ------- | ------- | ------ | ------- | ------------ | ----- | ---- |
| Yekaterina Voronina | Résultat | 14 s 19 | 1,77 m | 13,76 m | 24 s 67 | 6,11 m | 49,88 m | 2 min 9 s 73 | 6 298 | 12e  |
| Yekaterina Voronina | Points   | 952     | 941    | 778     | 917     | 883    | 858     | 969          | 6 298 | 12e  |

### Aviron
| Shakhboz Kholmurzaev Sobirjon Safaroliyev | Deux de couple poids légers masculin | 6 min 44 s 98 | 4e | 6 min 56 s 22 | 4e | Non disputé | Non disputé | Finale C 6 min 40 s 25 | 16e |

### Boxe
| Athlète                 | Catégorie                      | 1/16e de finale         | 1/8e de finale                | Quart de finale       | Demi-finale         | Finale              | Rang                           |
| Athlète                 | Catégorie                      | Adversaire Résultat     | Adversaire Résultat           | Adversaire Résultat   | Adversaire Résultat | Adversaire Résultat | Rang                           |
| ----------------------- | ------------------------------ | ----------------------- | ----------------------------- | --------------------- | ------------------- | ------------------- | ------------------------------ |
| Shakhobidin Zoirov      | Mouches hommes (-52 kg)        | Çiftçi Victoire 5-0     | Varela de Pina Victoire 5-0   | Paalam Défaite 0-4    | Éliminé             | Éliminé             | Éliminé                        |
| Mirazizbek Mirzahalilov | Plumes hommes (-57 kg)         | Exempté                 | Walker Défaite 1-4            | Éliminé               | Éliminé             | Éliminé             | Éliminé                        |
| Elnur Abduraimov        | Légers hommes (-63 kg)         | Chinzorig Victoire 4-1  | Usmonov Victoire 5-0          | Bachkov Défaite 0-5   | Éliminé             | Éliminé             | Éliminé                        |
| Bobo-Usmon Baturov      | Welters hommes (-69 kg)        | Exempté                 | Polanco Victoire 4-0          | McCormack Défaite 1-4 | Éliminé             | Éliminé             | Éliminé                        |
| Fanat Kakhramonov       | Moyens hommes (-75 kg)         | Kharabadze Victoire 5-0 | Amankul Défaite 0-5           | Éliminé               | Éliminé             | Éliminé             | Éliminé                        |
| Dilshodbek Ruzmetov     | Mi-lourds hommes (-81 kg)      | Brennan Victoire 5-0    | Alfonso Dominguez Défaite 1-4 | Éliminé               | Éliminé             | Éliminé             | Éliminé                        |
| Sanzhar Tursunov        | Lourds hommes (-91 kg)Victoire | Benchabla Défaite 1-4   | Éliminé                       | Éliminé               | Éliminé             | Éliminé             | Éliminé                        |
| Bakhodir Jalolov        | Super-lourds hommes (+91 kg)   | Exempté                 | Abdullayev Victoire 5-0       | Kumar Victoire 5-0    | Clarke Victoire 5-0 | Torrez Victoire 5-0 | Médaille d'or, Jeux olympiques |
| Tursunoy Rakhimova      | Mouches femmes (-51 kg)        | Drabik Victoire 4-1     | Çakıroğlu Défaite 2-3         | Éliminée              | Éliminée            | Éliminée            | Éliminée                       |
| Raykhona Kodirova       | Légers femmes (-60 kg)         | Exemptée                | Yumba Victoire 5-0            | Ferreira Défaite 0-5  | Éliminée            | Éliminée            | Éliminée                       |
| Shakhnova Yunusova      | Welters femmes (-69 kg)        | Koszewska Défaite 0-5   | Éliminée                      | Éliminée              | Éliminée            | Éliminée            | Éliminée                       |

### Canoë-kayak
| Athlète                             | Compétition     | Série         | Série | Quarts de finale | Quarts de finale | Demi-finale   | Demi-finale | Finale Finale B Finale C | Finale Finale B Finale C |
| Athlète                             | Compétition     | Temps         | Rang  | Temps            | Rang             | Temps         | Rang        | Temps                    | Rang                     |
| ----------------------------------- | --------------- | ------------- | ----- | ---------------- | ---------------- | ------------- | ----------- | ------------------------ | ------------------------ |
| Dilnoza Rakhmatova                  | C1 200 m femmes | 47 s 716      | 5e    | 46 s 645         | 3e               | Éliminée      | Éliminée    | Éliminée                 | Éliminée                 |
| Nilufar Zokirova                    | C1 200 m femmes | 49 s 686      | 6e    | 48 s 995         | 6e               | Éliminée      | Éliminée    | Éliminée                 | Éliminée                 |
| Dilnoza Rakhmatova Nilufar Zokirova | C2 500 m femmes | 2 min 4 s 854 | 4e    | 2 min 4 s 450    | 2e               | 2 min 9 s 614 | 5e          | Finale B 2 min 4 s 658   | 11e                      |

### Cyclisme sur route
| Athlète             | Compétition     | Temps           | Rang |
| ------------------- | --------------- | --------------- | ---- |
| Muradjan Halmuratov | Course en ligne | 6 h 21 min 46 s | 94e  |

| Athlète           | Compétition     | Temps           | Rang |
| ----------------- | --------------- | --------------- | ---- |
| Olga Zabelinskaïa | Course en ligne | 3 h 54 min 31 s | 9e   |

### Escrime
| Athlète         | Compétition      | 1/32e de finale        | 1/16e de finale  | 1/8e de finale   | Quarts de finale | Demi-finale Classement 5-8 | Finale 3e place Classement 5e, 7e places. | Rang    |
| Athlète         | Compétition      | Adversaire Score       | Adversaire Score | Adversaire Score | Adversaire Score | Adversaire Score           | Adversaire Score                          | Rang    |
| --------------- | ---------------- | ---------------------- | ---------------- | ---------------- | ---------------- | -------------------------- | ----------------------------------------- | ------- |
| Sherzod Mamutov | Sabre individuel | Teodosiu Défaite 11-15 | Éliminé          | Éliminé          | Éliminé          | Éliminé                    | Éliminé                                   | Éliminé |

| Athlète           | Compétition       | 1/32e de finale    | 1/16e de finale     | 1/8e de finale      | Quarts de finale     | Demi-finale Classement 5-8 | Finale 3e place Classement 5e, 7e places. | Rang     |
| Athlète           | Compétition       | Adversaire Score   | Adversaire Score    | Adversaire Score    | Adversaire Score     | Adversaire Score           | Adversaire Score                          | Rang     |
| ----------------- | ----------------- | ------------------ | ------------------- | ------------------- | -------------------- | -------------------------- | ----------------------------------------- | -------- |
| Malika Khakimova  | Épée individuelle | Exemptée           | Sun Défaite 10-15   | Éliminée            | Éliminée             | Éliminée                   | Éliminée                                  | Éliminée |
| Zaynab Dayibekova | Sabre individuel  | Aoki Victoire 15-9 | Shao Victoire 15-10 | Yoon Victoire 15-12 | Márton Défaite 11-15 | Éliminée                   | Éliminée                                  | Éliminée |

### Gymnastique

#### Artistique
| Athlète               | Compétition      | Qualifications | Qualifications | Qualifications | Qualifications | Qualifications    | Qualifications | Qualifications | Qualifications | Finale   | Finale         | Finale   | Finale   | Finale            | Finale     | Finale  | Finale  |
| Athlète               | Compétition      | Appareil       | Appareil       | Appareil       | Appareil       | Appareil          | Appareil       | Total          | Rang           | Appareil | Appareil       | Appareil | Appareil | Appareil          | Appareil   | Total   | Rang    |
| Athlète               | Compétition      | Sol            | Cheval d'arçon | Anneaux        | Saut           | Barres parallèles | Barre fixe     | Total          | Rang           | Sol      | Cheval d'arçon | Anneaux  | Saut     | Barres parallèles | Barre fixe | Total   | Rang    |
| --------------------- | ---------------- | -------------- | -------------- | -------------- | -------------- | ----------------- | -------------- | -------------- | -------------- | -------- | -------------- | -------- | -------- | ----------------- | ---------- | ------- | ------- |
| Rasuljon Abdurakhimov | Concours général | 12,566         | 12,166         | 12,733         | 13,833         | 14,733            | 13,033         | 79,064         | 49e            | Éliminé  | Éliminé        | Éliminé  | Éliminé  | Éliminé           | Éliminé    | Éliminé | Éliminé |

| Athlète            | Compétition    | Qualifications | Qualifications      | Qualifications | Qualifications | Qualifications | Qualifications | Finale   | Finale              | Finale   | Finale   | Finale   | Finale   |
| Athlète            | Compétition    | Appareil       | Appareil            | Appareil       | Appareil       | Total          | Rang           | Appareil | Appareil            | Appareil | Appareil | Total    | Rang     |
| Athlète            | Compétition    | Saut           | Barres asymétriques | Poutre         | Sol            | Total          | Rang           | Saut     | Barres asymétriques | Poutre   | Sol      | Total    | Rang     |
| ------------------ | -------------- | -------------- | ------------------- | -------------- | -------------- | -------------- | -------------- | -------- | ------------------- | -------- | -------- | -------- | -------- |
| Oksana Chusovitina | Saut de cheval | 14,166         | -                   | -              | -              | 14,166         | 14e            | Éliminée | Éliminée            | Éliminée | Éliminée | Éliminée | Éliminée |

#### Rythmique
| Athlète            | Qualification | Qualification | Qualification | Qualification | Qualification | Qualification | Finale   | Finale   | Finale   | Finale   | Finale   | Finale   |
| Athlète            |               |               |               |               | Total         | Rang          |          |          |          |          | Total    | Rang     |
| ------------------ | ------------- | ------------- | ------------- | ------------- | ------------- | ------------- | -------- | -------- | -------- | -------- | -------- | -------- |
| Ekaterina Fetisova | 19,800        | 19,400        | 17,950        | 18,350        | 75,500        | 24e           | Éliminée | Éliminée | Éliminée | Éliminée | Éliminée | Éliminée |

| Athlète                                                                                        | Qualification | Qualification | Qualification | Qualification | Finale    | Finale    | Finale    | Finale    |
| Athlète                                                                                        | 5             | 4 + 3         | Total         | Rang          | 5         | 4 + 3     | Total     | Rang      |
| ---------------------------------------------------------------------------------------------- | ------------- | ------------- | ------------- | ------------- | --------- | --------- | --------- | --------- |
| Kseniia Aleksandrova Kamola Irnazarova Dinara Ravshanbekova Sevara Safoeva Nilufar Shomuradova | 42,100        | 36,900        | 79,000        | 9e            | Éliminées | Éliminées | Éliminées | Éliminées |

### Haltérophilie
| Athlète                | Compétition            | Arraché    | Arraché | Épaulé-jeté | Épaulé-jeté | Total       | Rang                           |
| Athlète                | Compétition            | Résultat   | Rang    | Résultat    | Rang        | Total       | Rang                           |
| ---------------------- | ---------------------- | ---------- | ------- | ----------- | ----------- | ----------- | ------------------------------ |
| Adkhamjon Ergashev     | Moins de 67 kg hommes  | 139 kg     | 7e      | 173 kg      | 6e          | 312 kg      | 6e                             |
| Akbar Djuraev          | Moins de 109 kg hommes | 193 kg     | 2e      | 237 kg      | 1re         | 430 kg (OR) | Médaille d'or, Jeux olympiques |
| Muattar Nabieva        | Moins de 55 kg femmes  | 98 kg (OR) | 1re     | 114 kg      | 6e          | 212 kg      | 4e                             |
| Kumushkhon Fayzullaeva | Moins de 76 kg femmes  | 101 kg     | 8e      | 126 kg      | 6e          | 227 kg      | 6e                             |

### Judo
| Athlète | Compétition            | 1er tour                   | 2e tour                 | Quart de finale            | Demi-finale         | Repêchage                      | Finale / MB          | Rang                                |
| Athlète | Compétition            | Adversaire Résultat        | Adversaire Résultat     | Adversaire Résultat        | Adversaire Résultat | Adversaire Résultat            | Adversaire Résultat  | Rang                                |
| --- | ---------------------- | -------------------------- | ----------------------- | -------------------------- | ------------------- | ------------------------------ | -------------------- | ----------------------------------- |
| Sharafuddin Lutfillaev                                                                                         | Moins de 60 kg hommes  | Exempté                    | Lesiuk Défaite 00-01    | Éliminé                    | Éliminé             | Éliminé                        | Éliminé              | Éliminé                             |
| Sardor Nurillaev                                                                                               | Moins de 66 kg hommes  | Vieru Défaite 00-10        | Éliminé                 | Éliminé                    | Éliminé             | Éliminé                        | Éliminé              | Éliminé                             |
| Khikmatillokh Turaev                                                                                           | Moins de 73 kg hommes  | Wandtke Victoire 10-00     | An Défaite 00-01        | Éliminé                    | Éliminé             | Éliminé                        | Éliminé              | Éliminé                             |
| Sharofiddin Boltaboev                                                                                          | Moins de 81 kg hommes  | Cumbo Victoire 10-00       | Ivanov Victoire 01-00   | Borchashvili Défaite 00-01 | Non qualifié        | Grigalashvili Défaite 00-01    | Éliminé              | 7e                                  |
| Davlat Bobonov                                                                                                 | Moins de 90 kg hommes  | Mungai Victoire 01-00      | Nhabali Victoire 01-00  | Bekauri Défaite 00-10      | Non qualifié        | Sherazadishvili Victoire 01-00 | Žgank Victoire 10-00 | Médaille de bronze, Jeux olympiques |
| Mukhammadkarim Khurramov                                                                                       | Moins de 100 kg hommes | Fletcher Victoire 01-00    | Wolf Défaite 00-10      | Éliminé                    | Éliminé             | Éliminé                        | Éliminé              | Éliminé                             |
| Bekmurod Oltiboev                                                                                              | Plus de 100 kg hommes  | Düürenbayar Victoire 10-00 | Grol Victoire 10-00     | Krpálek Défaite 00-01      | Non qualifié        | Khammo Défaite 00-01           | Éliminé              | 7e                                  |
| Diyora Keldiyorova                                                                                             | Moins de 52 kg femmes  | Sosorbaram Défaite 00-10   | Éliminée                | Éliminée                   | Éliminée            | Éliminée                       | Éliminée             | Éliminée                            |
| Farangiz Khojieva                                                                                              | Moins de 63 kg femmes  | Billiet Défaite 00-10      | Éliminée                | Éliminée                   | Éliminée            | Éliminée                       | Éliminée             | Éliminée                            |
| Gulnoza Matniyazova                                                                                            | Moins de 70 kg femmes  | Memneloum Victoire 10-00   | van Dijke Défaite 00-10 | Éliminée                   | Éliminée            | Éliminée                       | Éliminée             | Éliminée                            |
| Davlat Bobonov Khikmatillokh Turaev Bekmurod Oltiboev Diyora Keldiyorova Farangiz Khojieva Gulnoza Matniyazova | Par équipes mixtes     | Non disputé                | Non disputé             | Pays-Bas Défaite 3-4       | Éliminés            | Éliminés                       | Éliminés             | Éliminés                            |

### Lutte
| Athlète              | Compétition  | Huitièmes de finale        | Quarts de finale        | Demi-finale         | Repêchage              | Finale 3e place Classement | Rang                                |
| Athlète              | Compétition  | Adversaire Résultat        | Adversaire Résultat     | Adversaire Résultat | Adversaire Résultat    | Adversaire Résultat        | Rang                                |
| -------------------- | ------------ | -------------------------- | ----------------------- | ------------------- | ---------------------- | -------------------------- | ----------------------------------- |
| Gulomjon Abdullaev   | 57 kg hommes | Minghu Victoire 10-2       | Uguyev Défaite 6-6 (DP) | Non qualifié        | Gilman Défaite 11-1    | Éliminé                    | 7e                                  |
| Bekzod Abdurakhmonov | 74 kg hommes | Gómez Victoire 10-0        | Sidakov Défaite 13-6    | Non qualifié        | Midana Victoire 10-0   | Kaisanov Victoire 13-2     | Médaille de bronze, Jeux olympiques |
| Javrail Shapiev      | 86 kg hommes | Yazdani Défaite 11-2       | Non qualifié            | Non qualifié        | Reichmuth Victoire 5-2 | Nayfonov Défaite 0-2       | 5e                                  |
| Magomed Ibragimov    | 97 kg hommes | Karadeniz Défaite 3-3 (DP) | Éliminé                 | Éliminé             | Éliminé                | Éliminé                    | 11e                                 |

| Athlète                | Compétition | Huitième de finale   | Quart de finale     | Demi-finale         | Repêchage           | Finale 3e place Classement | Rang |
| Athlète                | Compétition | Adversaire Résultat  | Adversaire Résultat | Adversaire Résultat | Adversaire Résultat | Adversaire Résultat        | Rang |
| ---------------------- | ----------- | -------------------- | ------------------- | ------------------- | ------------------- | -------------------------- | ---- |
| Elmurat Tasmuradov     | 60 kg       | Temirov Défaite 0-5  | Éliminé             | Éliminé             | Éliminé             | Éliminé                    | 14e  |
| Jalgasbay Berdimuratov | 77 kg       | Chalyan Défaite 0-5  | Éliminé             | Éliminé             | Éliminé             | Éliminé                    | 14e  |
| Rustam Assakalov       | 87 kg       | Gobadze Victoire 6-5 | Huklek Défaite 1-4  | Éliminé             | Éliminé             | Éliminé                    | 8e   |
| Muminjon Abdullaev     | 130 kg      | Vititin Victoire 8-0 | Acosta Défaite 0-2  | Éliminé             | Éliminé             | Éliminé                    | 7e   |

### Natation
| Athlète              | Épreuve                   | Série   | Série | Demi-finale | Demi-finale | Finale   | Finale   |
| Athlète              | Épreuve                   | Temps   | Rang  | Temps       | Rang        | Temps    | Rang     |
| -------------------- | ------------------------- | ------- | ----- | ----------- | ----------- | -------- | -------- |
| Khurshidjon Tursunov | 100 m nage libre masculin | 50 s 14 | 41e   | Éliminé     | Éliminé     | Éliminé  | Éliminé  |
| Natalya Kritinina    | 50 m nage libre féminin   | 26 s 93 | 48e   | Éliminée    | Éliminée    | Éliminée | Éliminée |

### Pentathlon moderne
| Athlète             | Compétition           | Escrime (épée, une touche) | Escrime (épée, une touche) | Natation (200 m nage libre) | Natation (200 m nage libre) | Natation (200 m nage libre) | Équitation (saut d'obstacles) | Équitation (saut d'obstacles) | Équitation (saut d'obstacles) | Combiné course/tir (3 200 m / pistolet à 10 m) | Combiné course/tir (3 200 m / pistolet à 10 m) | Combiné course/tir (3 200 m / pistolet à 10 m) | Total | Rang |
| Athlète             | Compétition           | Rang                       | Points                     | Temps                       | Rang                        | Points                      | Pénalités                     | Rang                          | Points                        | Temps                                          | Rang                                           | Points                                         | Total | Rang |
| ------------------- | --------------------- | -------------------------- | -------------------------- | --------------------------- | --------------------------- | --------------------------- | ----------------------------- | ----------------------------- | ----------------------------- | ---------------------------------------------- | ---------------------------------------------- | ---------------------------------------------- | ----- | ---- |
| Alexander Savkin    | Compétition masculine | 36e                        | 142                        | 2 min 6 s 64                | 29e                         | 207                         | 21                            | 22e                           | 279                           | 11 min 55 s 96                                 | 32e                                            | 285                                            | 1 303 | 32e  |
| Alise Fakhrutdinova | Compétition féminine  | 23e                        | 196                        | 2 min 16 s 45               | 22e                         | 278                         | 74                            | 29e                           | 226                           | 13 min 55 s 66                                 | 35e                                            | 465                                            | 1 165 | 30e  |

### Taekwondo
| Athlète             | Compétition           | Qualification         | Huitièmes de finale     | Quarts de finale        | Demi-finale                | Repêchage            | Finale / MB           | Rang                           |
| Athlète             | Compétition           | Adversaire Résultat   | Adversaire Résultat     | Adversaire Résultat     | Adversaire Résultat        | Adversaire Résultat  | Adversaire Résultat   | Rang                           |
| ------------------- | --------------------- | --------------------- | ----------------------- | ----------------------- | -------------------------- | -------------------- | --------------------- | ------------------------------ |
| Ulugbek Rashitov    | Moins de 68 kg hommes | Fofana Victoire 38-17 | Lee Victoire 21-19      | Hosseini Victoire 34-22 | Husić Victoire 28-5        | Non disputé          | Sinden Victoire 34-29 | Médaille d'or, Jeux olympiques |
| Nikita Rafalovich   | Moins de 80 kg hommes | Non disputé           | Hernández Victoire 17-7 | Beigi Victoire 12-1     | Al-Sharabaty Défaite 11-13 | Kanaet Défaite 18-24 | Éliminé               | Éliminé                        |
| Nigora Tursunkulova | Moins de 67 kg femmes | Exempté               | Zhang Défaite 9-12      | Éliminée                | Éliminée                   | Éliminée             | Éliminée              | Éliminée                       |
| Svetlana Osipova    | Plus de 67 kg femmes  | Non disputé           | Deniz Défaite 9-10      | Éliminée                | Éliminée                   | Éliminée             | Éliminée              | Éliminée                       |

### Tennis
| Athlète       | Épreuve          | 1/32e de finale              | 1/16e de finale     | 1/8e de finale      | Quarts de finale    | Demi-finale         | Finale / MB         | Rang    |
| Athlète       | Épreuve          | Adversaire Résultat          | Adversaire Résultat | Adversaire Résultat | Adversaire Résultat | Adversaire Résultat | Adversaire Résultat | Rang    |
| ------------- | ---------------- | ---------------------------- | ------------------- | ------------------- | ------------------- | ------------------- | ------------------- | ------- |
| Denis Istomin | Simple messieurs | Nagal Défaite 4-6, 7-66, 4-6 | Éliminé             | Éliminé             | Éliminé             | Éliminé             | Éliminé             | Éliminé |

### Tir
| Athlète             | Compétition                  | Qualification | Qualification | Finale   | Finale   |
| Athlète             | Compétition                  | Points        | Rang          | Points   | Rang     |
| ------------------- | ---------------------------- | ------------- | ------------- | -------- | -------- |
| Mukhtasar Tokhirova | Carabine à air comprimé 10 m | 622,2         | 33e           | Éliminée | Éliminée |
| Mukhtasar Tokhirova | Carabine à 50 m 3 positions  | 1 155         | 30e           | Éliminée | Éliminée |